# Toby Huss
Tobias Huss (9 de dezembro de 1966) é um ator estadunidense, mais conhecido por interpretar Artie na série The Adventures of Pete & Pete (1993–1996) da Nickelodeon. Também é reconhecido por seu trabalho na dublagem da série animada King of the Hill (1997–2010) e seu papel como Felix "Stumpy" Dreifuss em Carnivàle (2003–2005) da HBO. Em 2014, ele interpretou John Bosworth no drama de época Halt and Catch Fire da AMC.

## Infância e educação
Huss nasceu em Marshalltown, Iowa, filho de Gerald e Elma Huss. Seu pai era professor de química no ensino médio e sua mãe era vendedora de cosméticos. Ele estudou na Universidade de Iowa, onde participou do No Shame Theatre antes de se mudar para Los Angeles para seguir a carreira de ator.

## Vida pessoal
Huss é pai solteiro e tem uma filha, chamada Charlotte. Ele também é pintor e fotógrafo.